# Sergio Frosali
Sergio Frosali (Certaldo, 10 agosto 1923 – Riano, 19 gennaio 2011) è stato un critico cinematografico, giornalista e saggista italiano. Ha dato un contributo originale al pensiero sulla critica cinematografica e sul rapporto tra società, cultura e cinema nel XX secolo.

## Biografia

Sergio Frosali mentre lavora per il quotidiano La Nazione

Frosali nacque a Certaldo nel 1923. In giovane età, si trasferì a Firenze, dove entrò in contatto con l'ambiente culturale cittadino. Durante la partecipazione alle attività del Cineguf locale, si accese la sua passione per il cinema e il teatro. Già a vent'anni Frosali partecipava a Udine a un convegno di critica cinematografica riservato organizzato dalla GUF - Gruppi Universitari Fascisti, in un ambiente in forte fermento intellettuale, dove i cinegiornali iniziavano a venire fischiati. Qui intervenne proponendo Ernst Hemingway come modello narrativo capace di raccontare meglio la realtà nazionale.
Nel corso della Seconda guerra mondiale, Frosali visse eventi drammatici, come il bombardamento di Roma del luglio 1943. A questo evento assistette di ritorno da una proiezione privata a Cinecittà, dove aveva potuto vedere in anteprima I bambini ci guardano di Vittorio De Sica. Dopo aver trascorso la notte tra i binari della stazione Termini, tornò a Firenze e raccontò l'esperienza a Carlo Emilio Gadda, che frequentava assiduamente al caffè delle Giubbe Rosse. Questa esperienza, seppur drammatica, fu per lui un "apprendistato" che lo avvicinò al neorealismo.
Nel dopoguerra, Frosali si iscrisse alla Facoltà di Lettere dell'Università di Firenze, dove si laureò con una tesi su Marcel Proust. Alcuni capitoli di questa tesi furono successivamente pubblicati nella rivista Letteratura, suscitando l'interesse degli ambienti accademici. La sua sensibilità critica fu profondamente influenzata dalla scrittura proustiana, in particolare dall'attenzione al dettaglio e al segno indiziario, che divennero cifra distintiva del suo stile analitico. Egli si formò in un contesto colto e interdisciplinare, che coniugava letteratura, pittura e musica.
Dal 1951 fino ai primi anni '90 è stato stabilmente critico cinematografico e culturale del quotidiano La Nazione, vivendo a Firenze tranne una parentesi negli anni '70 a Roma. Era regolarmente inviato ai principali festival cinematografici, tra cui Cannes, Venezia, San Sebastian, Pesaro e Taormina. Ha scritto anche su La Stampa, Il Resto del Carlino, su riviste di settore. Ha scritto contributi in opere collettanee e alcune monografie.
Nel 1963, compì un viaggio di circumnavigazione dell'Africa a bordo dell'incrociatore Raimondo Montecuccoli, come unico civile. Durante questa esperienza, sfidò la segregazione razziale a Città del Capo, stringendo la mano a tassisti neri, e visitò la Legione Straniera a Diego Garcia..
Frosali partecipò attivamente al dibattito culturale del Sessantotto, frequentava il Festival dei popoli a Pesaro in tempo di contestazioni, qui ricorda la "carica della polizia" e come lui stesso riuscì a evitarla fingendosi un passante. In quell'occasione, incarnando un'idea di critica militante ma dialogica, con i giornalisti Pietro Bianchi e Giuliani De Negri si fece mediatore tra i contestatori e il prefetto..
Egli costruì solidi legami con figure significative del cinema italiano, in particolare nel suo periodo romano degli anni '70: fu amico di Federico Fellini, che talvolta lo chiamava per la "vicinanza" e "comprensione" dei suoi sentimenti, tuttavia in occasione di una recensione meno favorevole i rapporti si raffreddarono a lungo. Ebbe rapporti professionali con Pupi Avati, Marco Bellocchio, Ettore Scola, Giuliano Montaldo, Florestano Vancini, Luigi Zampa, Damiano Damiani e molti altri registi. Tra le sue frequentazioni, anche Liliana Cavani, vicina di casa. Fu amico anche dei pittori fiorentini Bruno Rosai, sul quale scrisse una monografia, e Beppe Bongi.
Con il regista Giuliano Montaldo l'amicizia fu particolarmente profonda, frequentando spesso il suo appartamento, dove incontrava altre personalità del cinema come Gian Maria Volonté. Frosali fece anche una comparsata nel film di Montaldo Giordano Bruno, un'esperienza che descrisse con autoironia come "disastrosa", rilevando in prima persona le difficoltà e l'artificialità del mestiere dell'attore.
Negli ultimi anni, frequentò il festival Il Cinema Ritrovato a Bologna, apprezzando il cinema muto per la sua intensità visiva, che riteneva "diluita" dal sonoro. Rievocò i miti cinematografici giovanili, come Jean Gabin e Michèle Morgan.
Su La Nazione del 20 gennaio 2011 fu pubblicato un articolo in memoria, scritto dal collega e collaboratore Giovanni Bogani, il quale lo descrive come un "giornalista dallo stile molto personale", e ricorda come prendesse il suo lavoro di critico "molto sul serio", ritenendo la recensione "qualcosa di più di un mestiere: un fatto morale, una questione di onestà intellettuale". L'articolo raccoglie diverse testimonianze sul valore e lo stile di Frosali: Carlo Verdone lo definisce "uno di quei critici che non esistono più, capaci di indicare con delicatezza i difetti del film e ti portavano a una riflessione", ritenendo che con lui si chiudeva "quella generazione di critici che hanno ritenuto nobile il nostro lavoro". Pupi Avati sottolinea la profonda conoscenza dei registi da parte di Frosali, definendolo "uno di quei critici che conoscevano l’intera opera dei registi, e dunque erano capaci di valutare ogni film come il passo di un percorso più lungo". Claudio Carabba, inviato del gruppo Rcs, afferma: "se sono giornalista lo devo a lui" ricordando che Frosali lo chiamò a La Nazione quando aveva 21 anni e fu un "maestro severo" che correggeva i pezzi "con attenzione estrema, con rigore".
Sergio Frosali è morto il 19 gennaio 2011 a 87 anni in una casa di Riposo a Riano, vicino Roma. I funerali si sono tenuti il 21 gennaio a Firenze.

## Attività e carriera
Nel dopoguerra, fu tra i fondatori del Cineclub Primi Piani a Firenze, legato all'esperienza del Teatro Nazionale dei GUF, il quale contribuì alla diffusione della cultura cinematografica con proiezioni di film muti, classici sovietici e avanguardie. Frosali partecipò attivamente al dibattito culturale cittadino e fu coinvolto nei primi esperimenti di critica militante.
Successivamente, Sergio Frosali intensificò la sua attività pubblicistica, collaborando con riviste e quotidiani nazionali, spesso come inviato. Aveva iniziato a scrivere su riviste del settore filmico come Cinema di Guido Aristarco e La Critica Cinematografica, e contribuiva con articoli di cinema e scritti letterari alla terza pagina del Nuovo Corriere di Firenze, insieme a figure come Giorgio Bassani e Vasco Pratolini.
Nel 1951 fu assunto dal quotidiano La Nazione di Firenze, subentrando al poeta Mario Luzi. Frosali divenne presto una figura autorevole della critica cinematografica italiana, firmando per oltre quarant'anni articoli, elzeviri e saggi che coniugavano divulgazione, rigore analitico e una profonda attenzione alla dimensione culturale del cinema. Si autodefiniva un "voyeur professionale".
La sua visione del cinema, inteso come fatto artistico e specchio della società, si oppose alle logiche del consumo e del mercato. Il suo stile si caratterizzava per un'ironia sobria, una scrittura densa di riferimenti letterari e filosofici, e un'attenzione particolare alla psicologia dei personaggi e all'estetica della messa in scena. Fino a metà degli anni Sessanta, godette di notevole autonomia a La Nazione, dove i direttori, come Alfio Russo, lo incoraggiavano a scrivere pezzi più lunghi e di maggior rilievo, spesso pubblicati nell'ambita terza pagina. Anche con il direttore Enrico Mattei, Frosali mantenne una libertà critica notevole, poiché Mattei anteponeva la competenza rispetto alla conformità politica. Frosali riteneva che il critico giornalista dovesse essere un divulgatore e un propositore di valori, preferiva essere fuori dal coro e tagliente, piuttosto che "socialmente amorfo" o "filosoficamente slavato". Egli vedeva il cinema come un distillato di culture, erede del polimorfismo del melodramma ottocentesco, e sosteneva che il critico dovesse essere un savant enciclopedico e multimediale.
Nel corso della sua carriera, fu giurato in numerosi festival internazionali, tra cui Venezia, Cannes e San Sebastián. Qui nel 1962 Frosali svolse un ruolo determinante nella premiazione del film Il mafioso di Alberto Lattuada, difendendone la qualità artistica contro il nazionalismo della giuria a maggioranza francese..
Fu tra i fondatori del Sindacato Nazionale Critici Cinematografici Italiani (SNCCI) nel 1971, insieme a Giovan Battista Cavallaro e Lino Miccichè, per rivendicare l'autonomia della critica e contrastare la crescente commercializzazione dell'informazione culturale. Questo passo fu il risultato di una "scissione" dagli addetti stampa e dai giornalisti che privilegiavano la pubblicità e il consumo rispetto ai valori e alla qualità cinematografica.
Frosali criticò il declino del ruolo critico in favore delle logiche di audience e marketing, vedendo nel Sessantotto un catalizzatore di un "tramonto dei modelli" e di una "democrazia del livellamento culturale", che aveva portato a una "trahison des clercs" (tradimento degli intellettuali). Citò le profezie di Marshall McLuhan e Herbert Marcuse su una società costruita su "falsi bisogni" e profetizzò una "stampa libera che si censura da sola" che si era "arresa alla fatalità dei consumi di massa". Descrisse il proprio mestiere di critico come uno "strano mestiere, impastato di eros e passione" dedicato a una "materia scivolosa".
Frosali continuò a scrivere per riviste specializzate e antologie, spesso denunciando il declino del ruolo critico a favore delle logiche dell'audience e del marketing. Lamentava la "normalizzazione" della critica, che si era riavvicinata ai "trend" e alle "esigenze di un pubblico sempre più supino". Parallelamente alla sua attività di critico, fu autore di saggi monografici e interventi teorici.
Dalla sua opera, emerge chiaramente una preponderanza di scritti dedicati al cinema nelle sue diverse sfaccettature. Oltre a questo, ha trattato anche di arte/pittura e ha esplorato la critica in senso più generale, scrivendo anche un'opera di narrativa. Ha scritto di teoria e critica cinematografica, storia del cinema, generi cinematografici; ha analizzato specifici generi come il film storico, i documentari cinematografici e la filmografia legata alla Grande Guerra. Ha dedicato particolare attenzione a figure significative del cinema, come Jean Gabin, e ha scritto sulla regia di Fritz Lang per il film Metropolis. Ha anche contribuito a un volume collettaneo su Stanley Kubrick. Ha trattato questioni socio-economiche del cinema, temi come la censura e l'influenza del mercato nel mondo del cinema. Ha mostrato interesse anche per il campo delle arti visive, dedicando monografie a specifici pittori: Bruno Rosai e Beato Angelico.
Tra le sue opere principali, si annoverano L'angelico. Angelico e la pittura del suo tempo (1965), Critica: metodo e sensibilità (1966), La censura del mercato (1975), il saggio inedito Il cinema nella storia del Novecento (1982),  il romanzo Le donne dell'ingegnere, pubblicato nel 2000 e Professione Voyeur: stralci di storia del cinema italiano nelle memorie di un critico, pubblicato in versione molto ridotta su una rivista nel 2003. A questi si affiancano numerosissimi articoli e saggi brevi sui quali non è stata svolta una vera ricerca bibliografica, oltre a quarant'anni di recensioni, articoli, elzeviri e saggi pubblicati su La Nazione, talvolta sul Resto del Carlino e occasionali collaborazioni con altri quotidiani, non ancora censiti sistematicamente. Ancora oggi su mercatini online appaiono in vendita opere minori non censite.
Nel 1995 fu insignito del titolo di Commendatore dell'Ordine al Merito della Repubblica Italiana per il suo contributo alla cultura italiana.

## Premi e riconoscimenti
- Commendatore OMRI (Ordine al Merito della Repubblica Italiana), 1995

## Opere principali

### Monografie
- Mérimée, Prosper. Colomba. Traduzione dal francese di Sergio Frosali. Firenze: Ed. Lef, Libreria Editrice Fiorentina, 1950. SBN: IT\ICCU\CUB\0451242.
- Tolstoj, Lev Nikolaevič. Padrone e servitore. Introduzione, etc. di Sergio Frosali. Firenze: Libreria editrice fiorentina, 1950. SBN: IT\ICCU\BIA\0002005.
- Frosali, Sergio. Alcune parole sulla critica. Firenze: Polistampa, 1953 SBN: IT\ICCU\LO1\1668125.
- Frosali, Sergio. La pittura di Bruno Rosai. Firenze: Vallecchi officine grafiche, stampa 1961. SBN: IT\ICCU\SBL\0138284.
- Frosali, Sergio. L'Angelico. Firenze: Libreria editrice fiorentina, 1965. SBN: IT\ICCU\SBL\0285662.
- Frosali, Sergio. Le donne dell'ingegnere. Firenze: Ed. Fiorentina, 2000. SBN: IT\ICCU\CFI\0508574.
- Frosali, Sergio. Critica : metodo e sensibilità. 1966. Bianco e nero: quaderni mensili del Centro sperimentale di cinematografia , A.27(1966), n.4, p.1-18). SBN: IT\ICCU\NAP\0805093.
- Frosali, Sergio. Responsabilitá sociali e culturali della critica cinematografica, Padova, Marsilio, 1972. Biblioteca toscana.

### Contributi in volumi collettanei
- Bernardini, Aldo; Frosali, Sergio; Torri, Bruno. La censura del mercato : libro bianco sui film esclusi dalla circolazione nelle sale italiane. Venezia ; Padova: Marsilio, 1975. (Collana: Documenti Marsilio. Quaderni del Sindacato nazionale critici cinematografici italiani ; 17). SBN: IT\ICCU\RAV\0134551.
- S. Frosali. Un eclettismo estremamente omogeneo. In: Gian Piero Brunetta (a cura di), Stanley Kubrick: Tempo, Spazio, Storia e Mondi Possibili, Marsilio, Venezia, 1999 (Archivio Kubrik)

### Articoli e saggi brevi
- Frosali, Sergio. Classicità di Charlie Chaplin. In: Sipario: rassegna mensile dello spettacolo, A. 4(1949), n. 38, p. 35-36. SBN: IT\ICCU\NAP\0729217.
- Frosali, Sergio. Jean Gabin. In: Cinema: quindicinale di divulgazione cinematografica, 1950, n. 34, p. 154. SBN: IT\ICCU\LO1\1673759.
- Frosali, Sergio. Alcune parole sulla critica. In: L'eco del cinema e dello spettacolo: cinema, teatro, radio e televisione, 1953, n. 61, p. 3. SBN: IT\ICCU\LO1\1668125.
- Frosali, Sergio. Il film storico. In: L'eco del cinema e dello spettacolo: cinema, teatro, radio e televisione, 1953, n. 49, p. 10. SBN: IT\ICCU\LO1\1668127.
- Frosali, Sergio. Metropolis di Fritz Lang. In: L'eco del cinema e dello spettacolo: cinema, teatro, radio e televisione, 1953, n. 43, p. 2. SBN: IT\ICCU\LO1\1668129.
- Frosali, Sergio. Documentari cinematografici: grandi sbadigli del pubblico. Roma: La Nazione italiana, 1954. SBN: IT\ICCU\LUA\0536327.
- Frosali, Sergio. Il regista Franco Rossi ha raccontato come fece Amici per la pelle. In: Cinema : quindicinale di divulgazione cinematografica, 1955, n. 152, p. 882. SBN: IT\ICCU\LO1\1673756.
- Frosali, Sergio. De Sica uno e due. Bianco e nero : quaderni mensili del Centro sperimentale di cinematografia , A.16(1955), n.8, p. 67-71. SBN IT\ICCU\NAP\0800386
- Frosali, Sergio. Rossellini oltre la cronaca. In: Bianco e nero : quaderni mensili del Centro sperimentale di cinematografia, A. 28(1967), n. 7/9, p. 208-210. SBN: IT\ICCU\NAP\0805407.
- Frosali, Sergio. Il Festival dei popoli sempre più verso la cronaca. In: Bianco e nero : quaderni mensili del Centro sperimentale di cinematografia, A. 30(1969), n. 3/4, p. 62-76. SBN: IT\ICCU\NAP\0806035.
- Frosali, Sergio. Confessione di un commissario di polizia al procuratore della repubblica : regia di Damiano Damiani. In: Sipario: rassegna mensile dello spettacolo, A. 26(1971), n. 300, p. 51-52. SBN: IT\ICCU\NAP\0735667.
- Frosali, Sergio. Qual è il futuro del cinema nuovo? : un bilancio del Festival di Pesaro. In: Sipario: rassegna mensile dello spettacolo, A. 27(1972), n. 318, p. 15-18. SBN: IT\ICCU\NAP\0736251.
- Frosali, Sergio. La prima notte di quiete: regia di Valerio Zurlini. In: Sipario : rassegna mensile dello spettacolo, A. 27(1972), n. 319, p. 49-50. SBN: IT\ICCU\NAP\0736283.
- Frosali, Sergio. Un contenitore invecchiato. In: Sipario: rassegna mensile dello spettacolo, A. 29(1974), n. 338, p. 8-12. SBN: IT\ICCU\NAP\0736785.
- Frosali, Sergio. La stangata : regia di George Roy Hill. In: Sipario: rassegna mensile dello spettacolo, A. 29(1974), n. 336, p. 45-46. SBN: IT\ICCU\NAP\0736750.
- Frosali, Sergio. Lancillotto e Ginevra : regia di Robert Bresson. In: Sipario: rassegna mensile dello spettacolo, A. 29(1974), n. 339/340, p. 54-56. SBN: IT\ICCU\NAP\0736803.
- Frosali, Sergio. L'urlo : regia di Tinto Brass. In: Sipario: rassegna mensile dello spettacolo, A. 29(1974), n. 339/340, p. 56-58. SBN: IT\ICCU\NAP\0736804.
- Frosali, Sergio. Facciamo conoscere Lefebvre in Italia. In: Sipario: rassegna mensile dello spettacolo, A. 29(1974), n. 341/342, p. 31-32, 34. SBN: IT\ICCU\NAP\0736820.
- Frosali, Sergio. Cinema critico o comunicazione di massa? Bianco e nero : quaderni mensili del Centro sperimentale di cinematografia , A.38(1977), n.1, p. 10-37. SBN IT\ICCU\NAP\0806829
- Frosali, Sergio. Renato Castellani: regista "inattuale"?. In: Bianco e nero: quaderni mensili del Centro sperimentale di cinematografia, A. 45(1984), n. 1, p. 127-130. SBN: IT\ICCU\NAP\0807295.
- Frosali, Sergio. In principio era Duvivier. In: Segno cinema, A. 7, n. 27 (mar. 1987), p. 50-51. SBN: IT\ICCU\CSA\0118588.
- Frosali, Sergio. Fellini, Taviani, la nostalgia. In: Bianco e nero: quaderni mensili del Centro sperimentale di cinematografia, A. 48(1987), n. 4, p. 104-111. SBN: IT\ICCU\NAP\0807835.
- Frosali, Sergio. Professione Voyeur : stralci di storia del cinema italiano nelle memorie di un critico. In: La battana: rivista trimestrale di cultura, 148 (2003), A. 40, n. 148 (aprile-giugno 2003); p. 103-173. SBN: IT\ICCU\TSA\1671797.